# Willy Huhn (Theoretiker)
Willy Huhn (* 11. Januar 1909 in Metz; † 17. Februar 1970 in Berlin) war ein deutscher rätekommunistischer Theoretiker.

## Leben
Willy Huhn war der Sohn eines deutschnationalen Polizeibeamten. 1919 wurde seine Familie aus Metz ausgewiesen und siedelte nach Berlin über, wo Willy Huhn als kaufmännischer Angestellter arbeitete. Als 1929 der Vater starb, begann sich Willy politisch zu betätigen und er trat dem links-sozialdemokratischen Zentralverband der Angestellten bei. 1930 trat er der Jungsozialistischen Vereinigung Groß-Berlin und nach deren Auflösung durch Dekret der SPD, 1931 der Sozialistischen Arbeiterpartei Deutschlands bei. Dieser gehörte er bis Anfang 1933 an. Gleichzeitig war er Mitglied der Roten Kämpfer, einer rätekommunistischen klandestinen Gruppierung.
Unter dem Nationalsozialismus war er nach kurzzeitigen Inhaftierungen 1933 und 1934 als kaufmännischer Angestellter tätig, bis er zur Wehrmacht gezogen wurde. Nach 1945 schloss er sich zunächst unter Beibehaltung seiner rätekommunistischen Ansichten der KPD an und wurde 1946 Mitglied der SED. Er war bis 1948 als Lehrer und Leiter von Volkshochschulen in Ost-Berlin und Gera tätig. Nach seiner Übersiedlung nach West-Berlin 1948 arbeitete er am August Bebel Institut und als Lehrbeauftragter an der Deutschen Hochschule für Politik. 1951 wurde er aus der SPD, deren Mitglied er 1948 wieder geworden war, ausgeschlossen, weil er in Zeitschriftenartikeln die Rolle der SPD in der Novemberrevolution kritisiert hatte. 1952 führte er diese Rolle auf den Revisionismus eines Eduard Bernstein zurück und bezeichnete die SPD als „erste nationalsozialistische Partei“ der Weltgeschichte; in den Ideen der „Kriegssozialisten“ sah er die Deutsche Arbeitsfront des Dritten Reichs vorgezeichnet.
Mit dem Parteiausschluss endete auch seine Dozententätigkeit, und nach einer Zeit der Arbeitslosigkeit war Huhn von nun an als freier Journalist tätig. Er schrieb überwiegend in kleinen linkssozialistischen Periodika. Von 1950 bis 1952 leitete er als Chefredakteur die Zeitschrift Pro und contra. In den Jahren 1954–1955 war er Mitglied im Arbeitsausschuss der Internationale der Kriegsdienstgegner (IDK).
In den 1960er Jahren avancierte Huhn zusammen mit dem zwanzig Jahre jüngeren Michael Mauke zu einem Stichwortgeber und Mentor des dezidiert marxistischen Flügels des SDS. Willy Huhn zählt somit zu den wenigen Personen, die die Verbindung zwischen der neuen Linken und dem radikalen Teil der alten Arbeiterbewegung der Weimarer Republik aktiv verkörperten (siehe auch Fritz Lamm). Zu Huhns Schülern gehörte Christian Riechers, der ab Ende der 1960er Jahre als erster (west-)deutscher Antonio-Gramsci-Forscher bekannt wurde. Huhn erarbeitete für seinen Schülerkreis mehrere Dutzend Manuskripte, die sich zeitgeistigen Fragen (u. a. Deutschland und die Kriegsschuldfrage) und Aspekten der marxistischen Kritik (u. a. Marx und Engels zur polnischen Frage) widmeten. Diese Manuskripte kursierten als hektographierte Typoskripte. Stil und Arbeitsweise lehnte Huhn an die politischen Schriften von Karl Marx an (Herr Vogt, Der achtzehnte Brumaire des Louis Bonaparte, Der Bürgerkrieg in Frankreich). Exzerpte, kommentierte Zitatsammlungen, freie Explikation des Themas gehen bei Huhn ineinander über.
Huhn war ein Vertreter des revolutionären Defätismus: Er war ein unerbittlicher Kritiker des deutschen Nationalismus in allen Schattierungen, ohne sich positiv auf die West- oder Ost-Mächte zu beziehen.
Während der 1968er-Rebellion wurde Huhn von Linken wegen seines großen Wissens bewundert und breiter etwa vom SDS rezipiert, doch er stand der Bewegung auch kritisch gegenüber. Die Projektgruppe Räte im SDS (Mitarbeit u. a. Bernd Rabehl) war maßgeblich von Huhn inspiriert worden. 1970 starb er nach längerer Krankheit.
Sein Nachlass befindet sich im IISG in Amsterdam. Die von ihm und seinem Sohn Paul Huhn gepflegte Bibliothek befindet sich in der Bibliothek für Sozialwissenschaften und Osteuropastudien an der Freien Universität Berlin. Zwei Sammelbände mit ausgewählten Texten aus dem Werk von Huhn erschienen 2003 und 2017.

## Schriften
- Der Etatismus der Sozialdemokratie. Zur Vorgeschichte des Nazifaschismus. Textauswahl mit einem Vorwort von Clemens Nachtmann und einem angehängten Text von Joachim Bruhn, Ça-Ira-Verlag, Freiburg/Br. 2003, ISBN 3-924627-05-3.
- Trotzki, der gescheiterte Stalin. Karin Kramer Verlag, Westberlin 1973 (frz. Übers.: Trotsky, le Staline manqué. Paris, Spartacus, 1981).
- Die Heilige Narrheit: Bernhard von Clairvaux, die Kreuzzüge und der „Pfaffenregent“ Konrad. Ketzerische Betrachtungen über eine 800-Jahr-Feier und ihr Zusammenhang mit der Europäischen Verteidigungs-Gemeinschaft. Hubert Freistühler Verlag, Schwerte/Ruhr 1953.
- Sein und Schein. Eine marxistische Studie über das Verhältnis von Realität und Ideologie. Arbeitsgemeinschaft für den wissenschaftlichen Sozialismus, München-Gauting 1949.